# بتابارا
بتابارا یک منطقهٔ مسکونی در اردن است.